# Riu Ugrà
L'Ugrà - Угра (rus) - és un riu de Rússia, un afluent per l'esquerra de l'Okà. Té una llargària de 399 km i una conca de 15.700 km². Passa per les províncies de Smolensk i de Kaluga.

## Geografia
L'Ugrà neix a la part sud de Smolensk, prop de la vila de Zabolótie. El riu va primer en direcció nord i després gira a l'est, en un tram que passa prop de la vila d'Ugrà. En aquest punt s'orienta cap al nord-est, passant per Znàmenka. Després, uns 30 km més avall, gira de sobte al sud-est, abandonant la província per la seva banda oriental. Entra a l'óblast de Kaluga i passa per davant de Iújnov i després rep per l'esquerra el seu afluent principal, el riu Sankha. Desemboca al riu Okà per la seva riba esquerra, una mica més avall de rebre el riu Jizdra i una mica per sobre de la capital de la província, Kaluga.
El riu Ugrà, com molts altres rius de Rússia, es glaça des de la darreria de novembre o fins al març o abril.

## Història
L'any 1480 hi hagué a la regió un gran enfrontament, conegut com la Gran Enfrontament del riu Ugrà, entre les forces de'Ahmad Khan, kan de la Gran Horda, i el Gran Príncep Ivan III de Moscou, que tingué com a conseqüència la retirada dels tàtars i és, sovint, pres com el final de la dependència de Rússia respecte a l'Horda d'Or.